# Pachylicus castaneus
Pachylicus castaneus is een hooiwagen uit de familie Zalmoxioidae.